# Peu equinovar

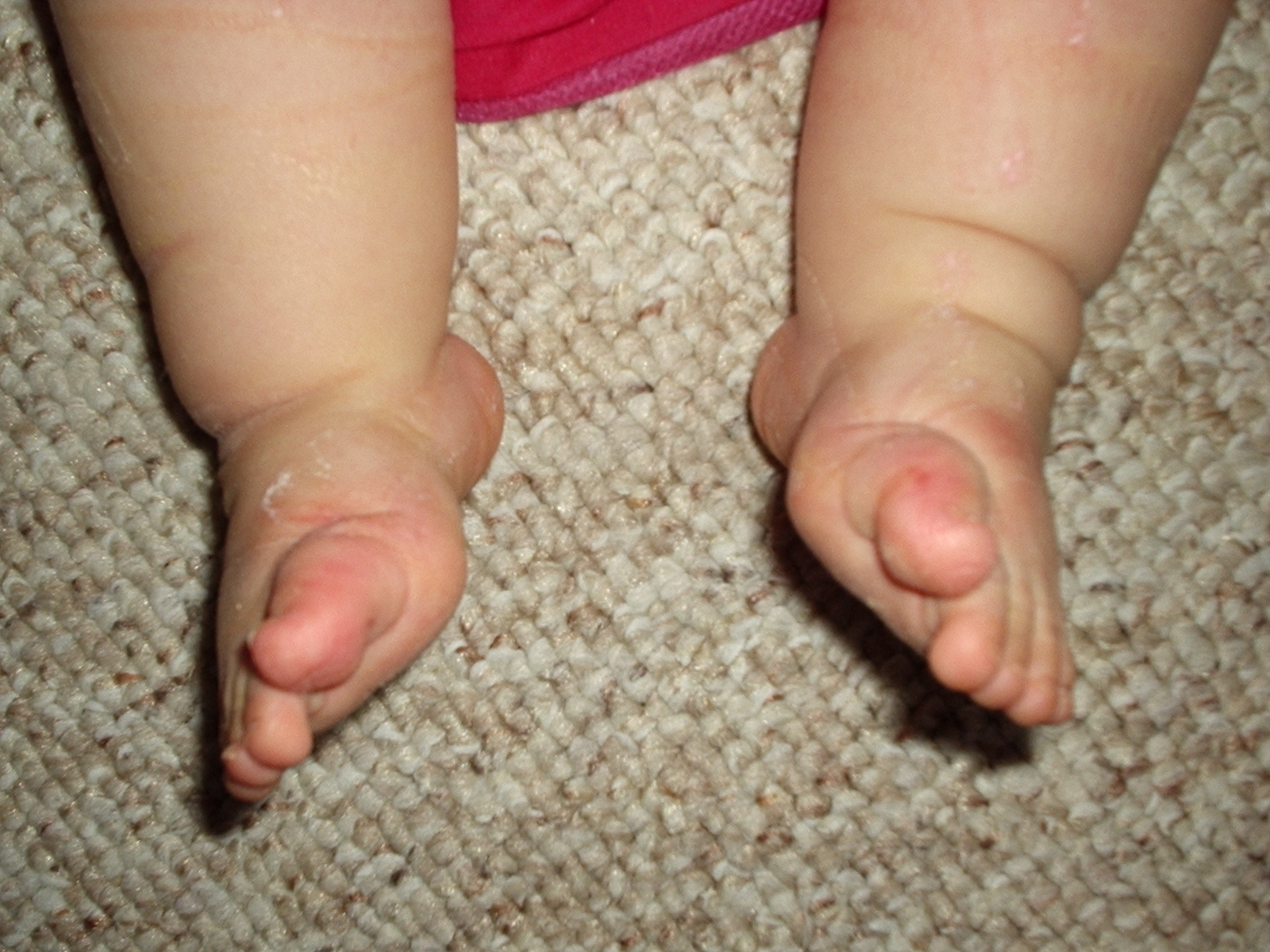
Peu equinovar corregit.

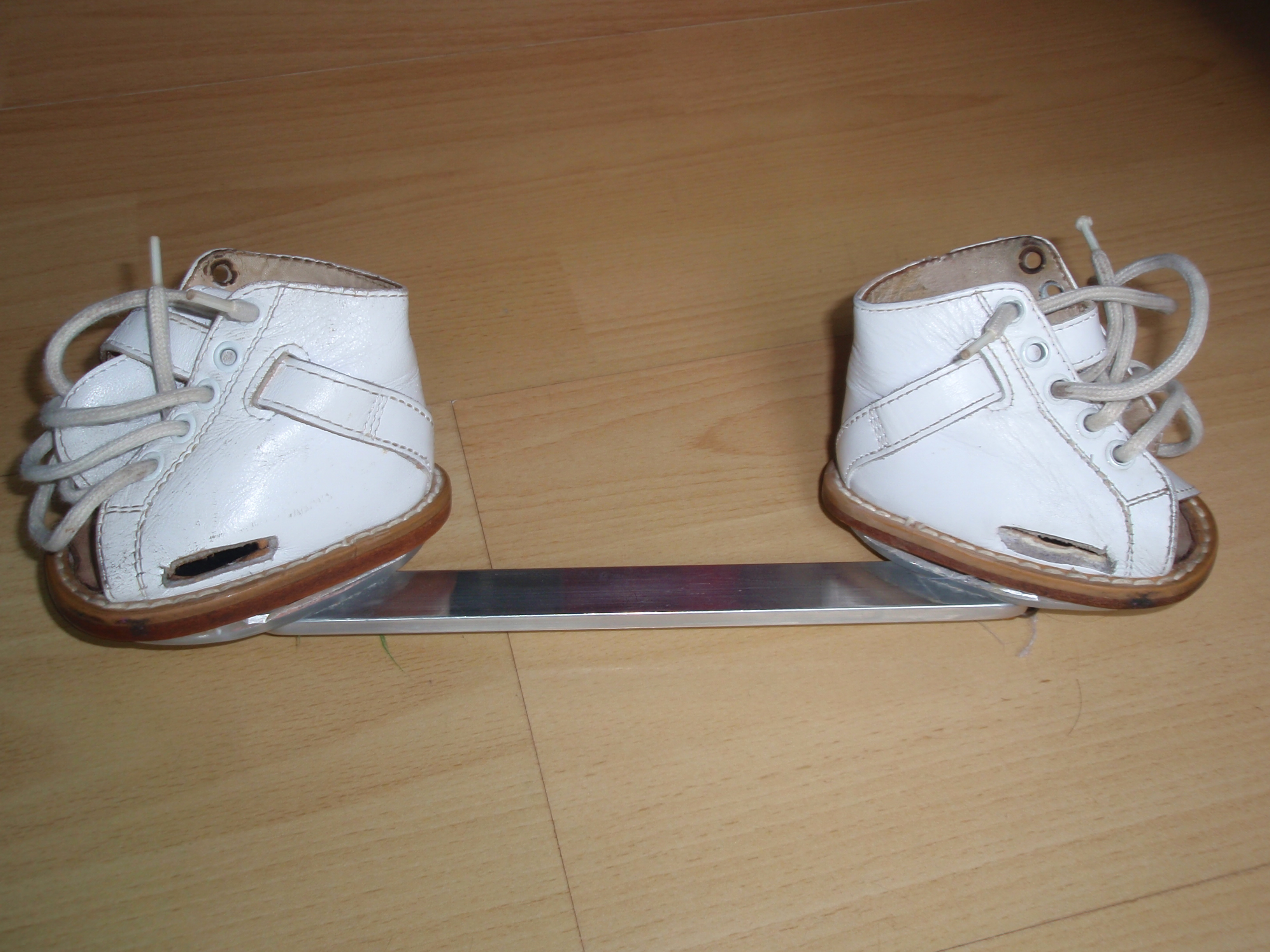
Botes de tractament en el Mètode Ponseti.

El peu equinovar, talipes equinovarus o peu bot és un defecte de naixement, en el qual el peu es troba tort o invertit i cap avall. Sense tractament, les persones afectades freqüentment aparenten caminar recolzats en els turmells. És un defecte comú de naixement, i ocorre en aproximadament 1 de cada 1.000 naixements. Aproximadament el 50% dels casos de peu equinovar són bilaterals (o sigui, succeeix en tots dos peus). En molts casos hi ha una incidència de dismèlia aïllada. La incidència en els homes és més alta que en les dones.

## Etimologia
- El terme talipes prové del llatí talus: 'turmell', i pes: 'peu'.
- Equí (equus), pel seu semblant al peu d'un cavall.
- Varus: 'girat cap a dins'.

## Causes
Hi ha diverses causes per al peu equinovar:
- Síndrome d'Edwards, un defecte genètic amb tres còpies del cromosoma 18.
- Causes genètiques amb una taxa d'incidència alta quan diversos membres de la família en tenen la condició.
- Influències externes com ara compressió intrauterina per oligohidramni (manca de líquid amniòtic) o per una banda àmnica.
- Pot estar associat amb altres defectes de naixement com ara espina bífida quística.
- Aquesta malformació congènita està relacionada amb l'ús de MDMA («èxtasi») durant l'embaràs.

## Tractament
El peu equinovar és tractat amb manipulació d'un cirurgià ortopedista, pediatre o fisioterapeuta.
Seguit a la manipulació es fixa.
El «mètode francès de fisioteràpia» fa servir la fixació per mantenir la postura correcta.
Les manipulacions del peu comencen en una o dues setmanes posteriors al naixement.
Fins i tot amb un tractament reeixit, el peu afectat (o ambdós) pot ser més petit que l'altre, i aquest detall pot ser evident en comparació a una talla normal.
En aplicar la teràpia el fisioterapeuta pot estirar múltiples vegades el peu i fixar-lo amb una fèrula o enguixar-lo. A mesura que el tractament prossegueix, el metge pot canviar la mida de l'enguixat o la fèrula per tal d'aconseguir un estirament progressiu dels tendons.
Per evitar una recidiva pot recórrer a l'ús dels mètodes anteriors fins a l'edat de 4 anys i usar un fixador durant la nit.

### El mètode Ponseti
Un altre mètode de correcció és conegut com el mètode Ponseti.
Encara que el mètode va ser descrit pel doctor Ignacio Ponseti en els anys cinquanta, no va aconseguir una àmplia acceptació fins que va ser popularitzat pel doctor John Herzenberg l'any 2000.
Si bé el mètode va ser molt discutit, enfront de la tradicional cirurgia invasiva, lentament -gràcies a la seva economia i la seva senzillesa-s'està posant al capdavant dels millors tractaments per a aquesta malaltia, tant en països rics com en països en via de desenvolupament.
Si bé el tractament dels infants amb aquesta malaltia exigeix un ple coneixement i experiència dels tècnics que l'apliquen per obtenir-ne la plena eficàcia, la qual cosa demostra la lectura d'Actes dels tècnics que comencen amb la seva aplicació, animats per l'experiència de doctors com el mateix Ponseti o la doctora Ana Ey i el doctor Rafael Casielles, entre d'altres.
Les manipulacions del peu difereixen subtilment de les tradicionals que han prevalgut durant el segle xx.
El manteniment de la correcció pot requerir per temps complet (23 o 24 hores al dia) usant un encanyat o enguixat molt lleuger, que s'ha de renovar regularment, per a continuar en finalitzar el tractament amb guixos, amb unes fèrules de reforç que al final s'utilitzaran únicament durant la nit, fins als 4 a 7 anys, per evitar recidives (sent els temps molt elàstics i depenent en tot cas de l'avaluació del pacient i del criteri del metge especialista).
Aproximadament un 80% dels infants requereixen l'aplicació d'una tenotomia percutània -una incisió molt petita al tendó d'Aquil·les-, que es practica una vegada acabada la col·locació dels guixos correctius a les 6 o 9 setmanes del naixement i no sol deixar ni un mínim senyal a la pell del nadó.
Aproximadament el 25% dels infants tractats amb aquest mètode requereixen una intervenció quirúrgica de tendó després dels 2 anys.
Mentre que això requereix l'ús d'anestèsia general, és relativament una cirurgia menor que corregeix el desequilibri muscular persistent i evita alterar les unions del peu.
El mètode Ponseti és reeixit en la correcció del peu equinovar -sense recórrer a la cirurgia correctiva en un 95% fins a 99% dels casos, o almenys usant mínimament- quan és practicat per un metge experimentat en el mètode en el transcurs de 12 setmanes, encara que pot estendre una mica més o menys, segons criteri del metge especialista després d'avaluar al nen.
A llarg termini, l'aspecte físic d'un nen que ha estat sotmès a aquest tractament és comparable al d'un que no ha estat afectat per aquest patiment.
Els nens caminen i fan esport com altres de la mateixa edat.

## Persones famoses amb peu var

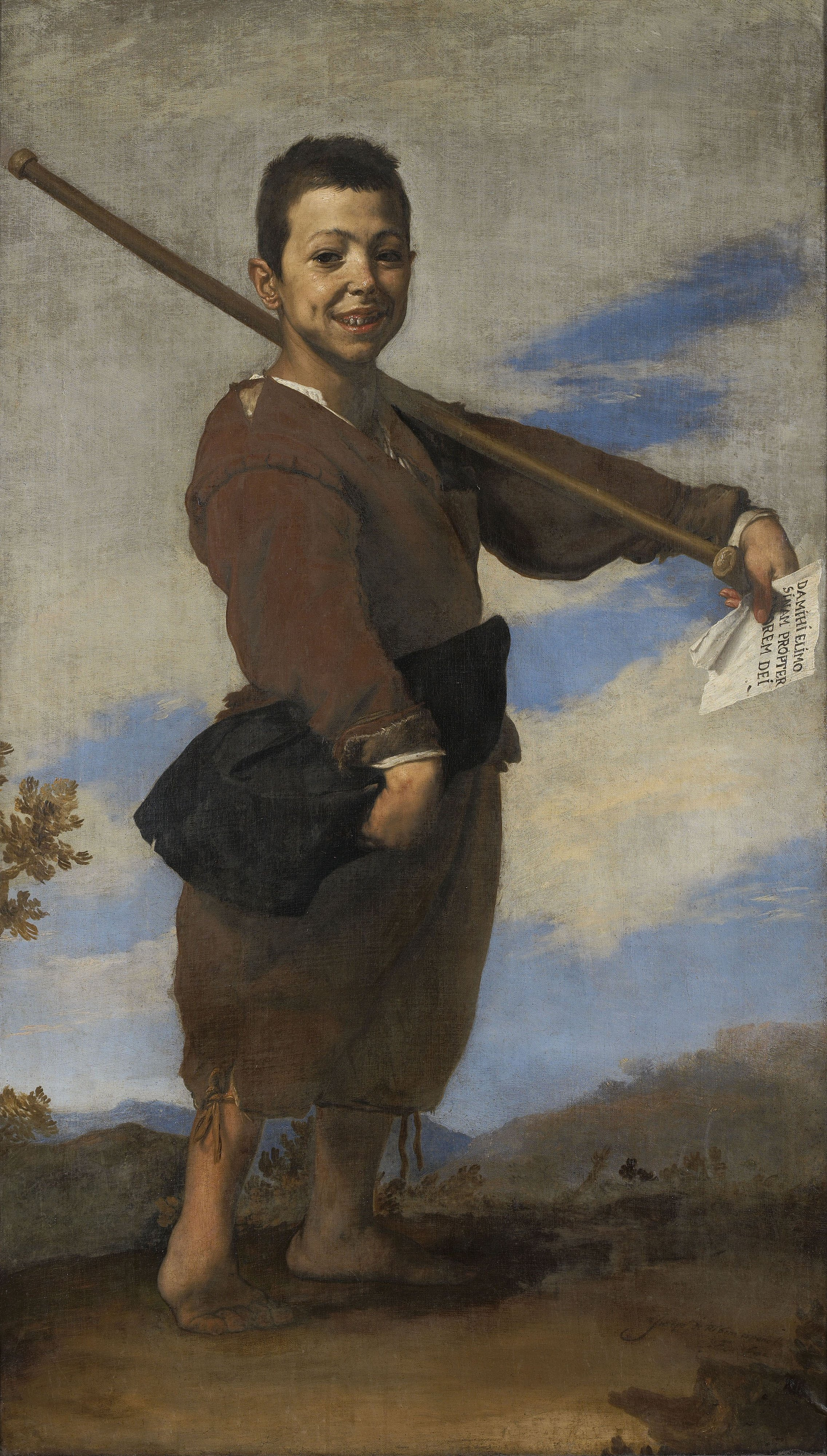
El peu var, de Josep de Ribera.

Entre els personatges notables que han nascut amb aquesta deformació, s'inclou a:
- Tutankamon (1327 aC): faraó egipci.[1]
- Claudio (10 aC - 54 dC.): Emperador romà.
- Charles Maurice de Talleyrand (1754 - 1838): estadista francès.
- Lord Byron (1788 - 1824): poeta britànic.
- Thaddeus Stevens (1792 - 1868): senador nord-americà durant la Guerra Civil.
- Siegbert Tarrasch (1862 - 1934: metge i jugador d'escacs alemany
- Josef Goebbels (1897 - 1945): ministre nazi de propaganda.
- Dudley Moore (1935 - 2002): actor americà.
- Larry Sherry (1935 - 2006): beisbolista nord-americà.
- Juan Ramón (1940): cantant i actor argentí.
- Gary Burghoff (1943): actor estatunidenc (MASH).
- David Lynch (1946): cineasta estatunidenc.
- Damon Wayans (1960): comediant novaiorquès.
- Troy Aikman (1966): futbolista estatunidenc dels Dallas Cowboys.
- Jim Mecir (1970): beisbolista estatunidenc.
- Kristi Yamaguchi (1971): campiona nord-americana de patinatge.
- Mia Hamm (1972): jugadora estatunidenca de futbol.
- Freddy Sanchez (1977): beisbolista estatunidenc dels Pirates de Pittsburgh, afirma que la raó del seu èxit va ser l'esforç per sobrepassar el seu defecte congènit.
- Steven Gerrard (1980): futbolista i seleccionat anglès.
- Miguel Riffo (1981): exfutbolista i seleccionat xilè.